# 自然犧牲
自然犧牲指自然界的動物有意識或無意識或受制於特定刺激機制天性的做出犧牲行為或是利他行為。

## 動物行為學現象
在動物行為學中，自然犧牲是天性的犧牲行為，例如動物基於天然母性，冒險引誘或爭鬥靠近的外敵以保護幼子。
在研究動物對環境和其他生物的互動，研究的對象包括動物的溝通行為、情緒表達、社交行為、繁殖行為時，觀察到的普遍自我犧牲、以德報怨的「道德」現象，例如動物基於天然母性，冒險引誘或爭鬥靠近的外敵以保護幼子；鳥餵養其它鳥類的托卵寄生（巢寄生）行為。
由於動物行為學對於動物學習和認知等方面的研究，以及與神經科學的相關性，它對心理學、教育學等學科產生一定的影響。

## 具犧牲行為的物種

### 動物

#### 生殖繁衍相關
- 巢寄生鳥類(杜鵑科、文鳥科、擬鸝科、鴨科、響蜜鴷科)的寄主(數百種以上)
- 蜘蛛
- 螳螂

#### 哺育目的
- 鵜鶘

#### 社會性目的
- 蜜蜂
- 白蟻
- 螞蟻
- 斑馬

### 植物
果實供食用後籽得以被傳播的植物